# Canon EF 17-35mm f/2.8L USM
El Canon EF 17-35mm f/2.8L USM és un objectiu zoom el qual esta entre una focal gran angular i normal, de la sèrie L i amb muntura Canon EF.
Aquest, va ser comercialitzat per Canon l'abril de 1996, amb un preu de venta suggerit de 210.000￥.
Aquest objectiu s'utilitza sobretot per fotografia de paisatge, arquitectura i retrat.

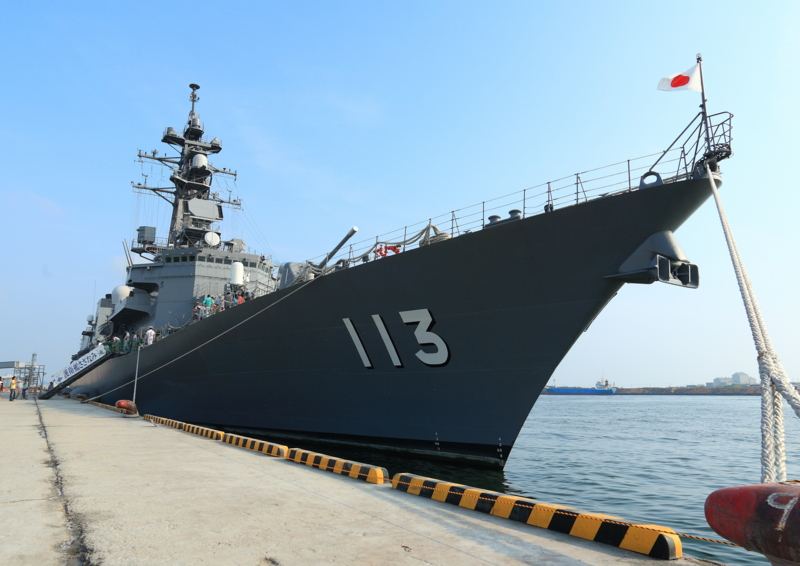
Vaixell fotografiat a 22mm amb el Canon EF 17-35mm f/2.8L USM

## Característiques
Les seves característiques més destacades són:
- Distància focal: 17-35mm
- Obertura: f/2.8 - 22
- Motor d'enfocament: USM (Motor d'enfocament ultrasònic, ràpid i silenciós)
- Distància mínima d'enfocament: 35cm
- Rosca de 77mm
- Distorisió òptica a 17mm de -1,86% (tipus barril) i a 35mm de 0,12% (tipus coixí)
- A 17mm i a partir de f/2.8 l'objectiu ombreja molt poc les cantonades i no varia al llarg de l'obertura. A 35mm a partir de f/4 és on l'objectiu menys ombreja les cantonades[3]
- A f/5.6 és on l'objectiu dona la millora qualitat òptica[3]

## Construcció[4]
- El canó, muntura i anell d'enfocament són de metall, mentre que la rosca de filtre és d'alumini anoditzat
- El diafragma consta de 7 fulles, i les 15 lents de l'objectiu estan distribuïdes en 10 grups.
- Consta de dos elements asfèrics

## Accessoris compatibles[4]
- Tapa E-77U
- Parasol EW-83C II
- Filtres de 77mm
- Tapa posterior E
- Funda LP1216

## Objectius similars amb muntura Canon EF
- Canon EF 16-35mm f/2.8L USM[5]
- Canon EF 16-35mm f/2.8L II USM[6]
- Canon EF 16-35mm F4L IS USM[7]
- Canon EF 17-40mm f/4.0L USM[8]
- Tamron 17-35mm F2.8-4 Di OSD[9]
- Tamron SP AF 17-35mm F/2.8-4 Di LD Aspherical (IF)[10]
- Tokina AT-X 17-35mm f/4 Pro FX[11]